# Arrastão
Arrastão é uma tática de roubo coletivo urbano presenciada primeiramente na década de 1980 na praia de Copacabana, no Rio de Janeiro. O caso mais famoso de arrastão aconteceu em 18 de outubro de 1992 na praia de Ipanema e teve repercussão internacional.
Posteriormente, a tática foi presenciada em outros locais do Brasil. Consiste no roubo coletivo de dinheiro, telefone, relógios, anéis, bolsas e às vezes até mesmo de roupas dos transeuntes por um grupo de pessoas. O grupo pode ou não estar organizado, dependendo da espontaneidade do roubo. "Arrastão", apesar de não ser um termo técnico na área de segurança, é aplicado a diversos casos de roubo em série.